# マテオ・ロスカム
マテオ・ロスカム（クロアチア語: Mateo Roskam、1987年3月16日 - ）は、クロアチアの元サッカー選手。現役時代のポジションはFW。

## 経歴

### ユース
ユーゴスラビア社会主義連邦共和国クロアチア社会主義共和国スプリト＝ダルマチア郡ヴロゴラツの出身。この町にはサッカークラブが無かったため、HNKズマイ・マカルスカのユースに所属。

### NKザグレブ
NKザグレブでプロ初シーズンを迎えたものの、出番は無かった。 

### クルチュラル・イ・スポルティヴァ・レオネサ
NKザグレブでの出場機会が無かったため、スペインへ向かい、セグンダ・ディビシオンBに所属するクルトゥラル・レオネサに移籍。交代要員として3シーズンをここで過ごした。

### NKシロキ・ブリイェグ
2010年にはNKシロキ・ブリイェグに移籍し、同チームで3シーズン過ごし20得点以上の活躍をした。

### NKスラヴェン・ベルポ
2013年夏にはプルヴァHNLに所属するNKスラヴェン・ベルポに移籍した。

### サイム・ダービーFC
2014年4月、マレーシア・スーパーリーグ所属のサイム・ダービーFCへ移籍。ケランタンFA戦ではハットトリックを達成し、4-0で勝利した。

### タンピネス・ローバースFC
2015年にはSリーグのタンピネス・ローバースFCに移籍。シーズン2戦目のヤング・ライオンズ戦で初得点を挙げ、1-0でこの試合に勝利した。

### サラワクFA
2017年よりサラワクFAに移籍した。